# Förmitztalsperre
Die Förmitztalsperre, der Förmitzspeicher oder Förmitzsee ist eine 1977 fertiggestellte Talsperre am südlichen Rand des Gemeindegebietes von Schwarzenbach an der Saale im oberfränkischen Landkreis Hof. Namensgeber ist der gleichnamige Fluss Förmitz, ein rechter Nebenfluss der „Sächsischen“ Saale. Die Talsperre liegt am Nord-Fuß des Waldsteinzuges im muldenförmigen Tal der Förmitz. Erbauer und Betreiber ist der Freistaat Bayern.

## Nutzung
Die Talsperre dient der Niedrigwasseraufhöhung der Sächsischen Saale. In abflussreichen Zeiten (Winter/Frühjahr) zurückgehaltenes Wasser wird in abflussschwachen Zeiten der Saale zugegeben, sodass dort jederzeit ein garantierter Mindestwasserabfluss von ca. 1 m³/s gewährleistet ist. Der Grund dafür ist, dass der Hauptsammler, der die Abwässer von Münchberg bis Hof aufnimmt, der Saale über 600 Liter pro Sekunde entzieht. In begrenztem Umfang dient die Talsperre dem Hochwasserschutz sowie der Erzeugung elektrischer Energie. Die Leistung des im Jahr 1991 nachgerüsteten Wasserkraftwerkes, bestehend aus einer Durchströmturbine mit einem Ausbaudurchfluss von 0,8 m³/s und einem Asynchrongenerator, beträgt 148 kW. Damit werden jedes Jahr etwa 350.000 kWh Strom aus dem in die Förmitz bzw. in die Sächsische Saale abgegebenen Wasser erzeugt.
Des Weiteren dient die Talsperre der Naherholung. Das Angeln, Baden, Segeln, Surfen und Tauchen sind am und auf dem See möglich. Die Wasserfläche, die Inseln im See und der Uferbereich bieten einheimischen Vögeln und Zugvögeln Lebensraum.

## Bau der Talsperre
Am 24. September 1973 erfolgte der erste Spatenstich für das Großprojekt. Es wurde mit der Errichtung der Baustelle und der Baustraßen begonnen. Wegen Grunderwerbsschwierigkeiten wurde am 8. Oktober 1973 ein kurzer Baustopp verfügt. In den letzten Monaten des Jahres 1973 wurden Rodungsmaßnahmen und der Aushub für den Grundablass und den Vordamm begonnen. Ferner wurden die Injektionsarbeiten sowie das Rammen der Spundwand am Vordamm vorgenommen. Die Betonierung am Grundablass (Hauptdamm) erfolgte Ende März 1974. Weitere Vorhaben wie die Sprengung am Schwarzfelsen, das Schütten des Vor- und Hauptdammes erforderten eine Zeit von rund einem halben Jahr. Im Dezember 1974 waren die Betonwerke zum größten Teil fertiggestellt. Für den Bau des Hauptdammes wurden 1,2 Millionen Kubikmeter Erde benötigt. Es wurden 32.000 Wurzelstöcke entfernt und 250.000 Quadratmeter Wald gerodet. Die Firmen verarbeiteten in 12.000 Kubikmeter Beton 500 Tonnen Stahl. Bis zum Richtfest im November 1975 verbrauchten die Fahrzeuge mit einer Gesamtstärke von 7.000 PS mehr als zwei Millionen Liter Treibstoff. Am 10. November 1976 begann der Aufstau des Sees, welcher im Sommer 1978 erstmals beendet war.

## Technische Daten

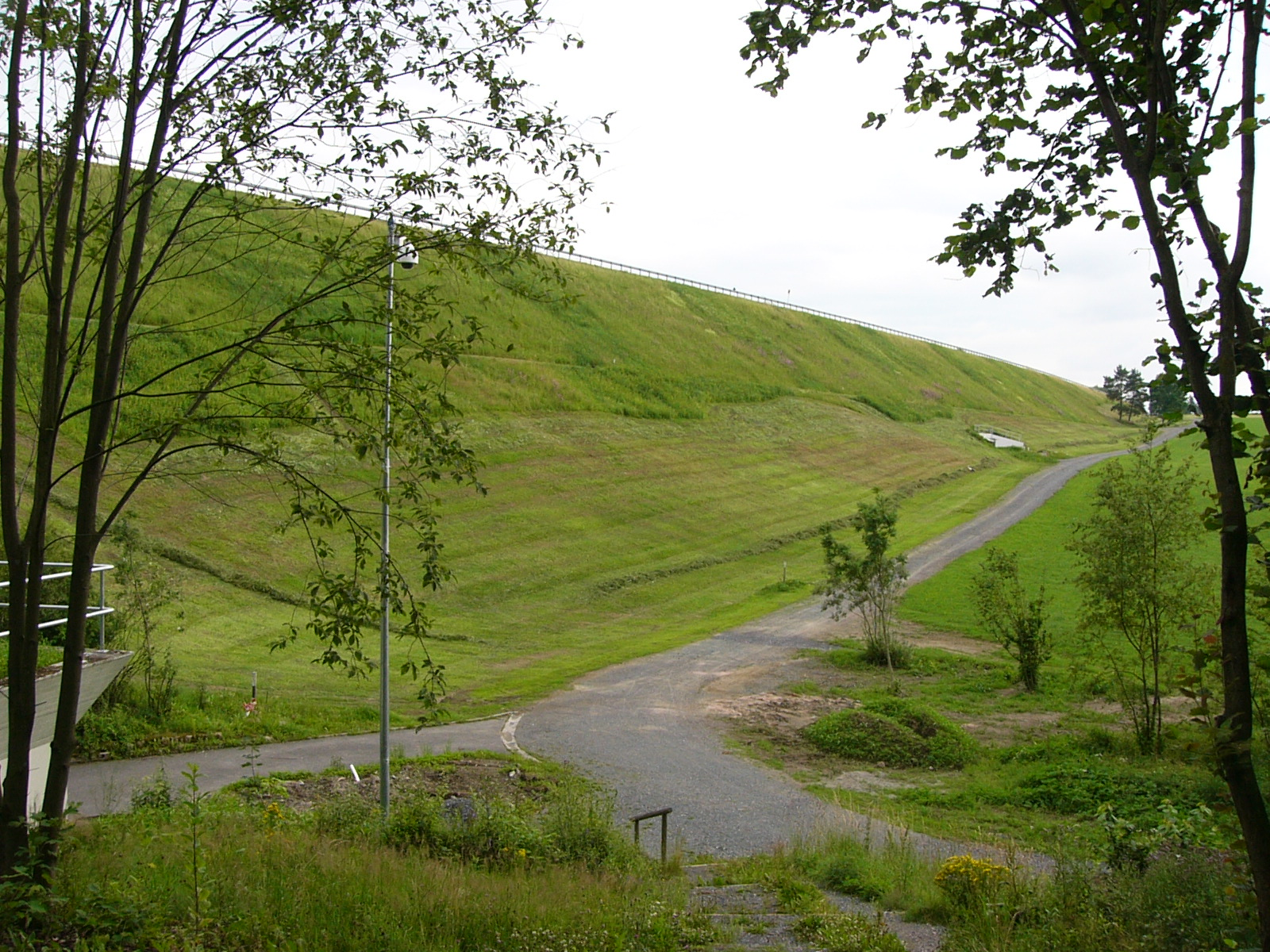
Staudamm

### Größe
Die Talsperre besteht aus einer Vorsperre und dem Hauptspeicher. Zusammen bilden beide eine durchschnittliche Wasseroberfläche von 1,16 km².

### Hauptsperre
Das Absperrbauwerk ist ein Steinschüttdamm mit Dichtkern. Die Innendichtung besteht aus einer Schlitzwand aus Erdbeton (Tonbeton), mi einem beidseitigen Lehmkern und Stützkörpern aus Fels und Gestein. Der Hauptspeicher hat eine Fläche von ca. 110 ha und ein Stauvolumen von ca. 10 Millionen Kubikmetern. Länge und Breite des Stausees betragen ca. 1,2 km. Der Hauptdamm ist 800 m lang und 32,5 m hoch.

### Vorsperre
Am Zulauf der Förmitz gibt es eine Vorsperre mit einer Länge von rund 800 m und einer Breite von rund 120 m, einer Fläche von ca. 10 ha und einem Stauvolumen von 3,5 Millionen Kubikmetern. Der Vordamm ist 160 m lang, über der Talsohle 12,5 m hoch (über der Gründung 17,5 m) und hat ein Bauwerksvolumen von 50.000 m³. Auch er ist als Schüttdamm aufgebaut. Er ist im Mittelteil gepflastert und überströmbar. Der Vordamm wurde angelegt, da aufgrund des flachen Geländeverlaufs der Grundbereich der Vorsperre, der sich bis zur Ortschaft Förmitz zieht, die meiste Zeit des Jahres trocken liegen würde.

## Speisung des Sees
Da der Zulauf durch die Förmitz alleine nicht zur Füllung des Speichers ausreicht, wurde eine 7,2 km lange Wasserüberleitung mit natürlichem Gefälle aus der benachbarten Lamitz gebaut. Das Ausleitungsbauwerk befindet sich nahe dem Gemeindeteil Dörflas von Kirchenlamitz, (Koordinaten Ausleitungsbauwerk), die Einmündung in der Nordost-Bucht des Speichersees (Koordinaten Einmündung) bei Förbau.

## Sonstiges
Eine mittelalterliche Ringwallanlage befindet sich in der Nähe des Damms bei Förbau.